# Sphenomorphus anotus
Espèce
Sphenomorphus anotus est une espèce de sauriens de la famille des Scincidae.

## Répartition
Cette espèce est endémique de Papouasie-Nouvelle-Guinée.

## Étymologie
Le nom spécifique anotus vient du préfixe privatif an, sans, et du grec ôtis, l'oreille, en référence à l'absence d'oreille externe de ce saurien.

## Publication originale
- Greer, 1973 : Two new lygosomine skinks from New Guinea with comments on the loss of the external ear in lygosomines and observations on previously described species. Breviora, no 406, p. 1-25 (texte intégral).